# 매튜 데스몬드

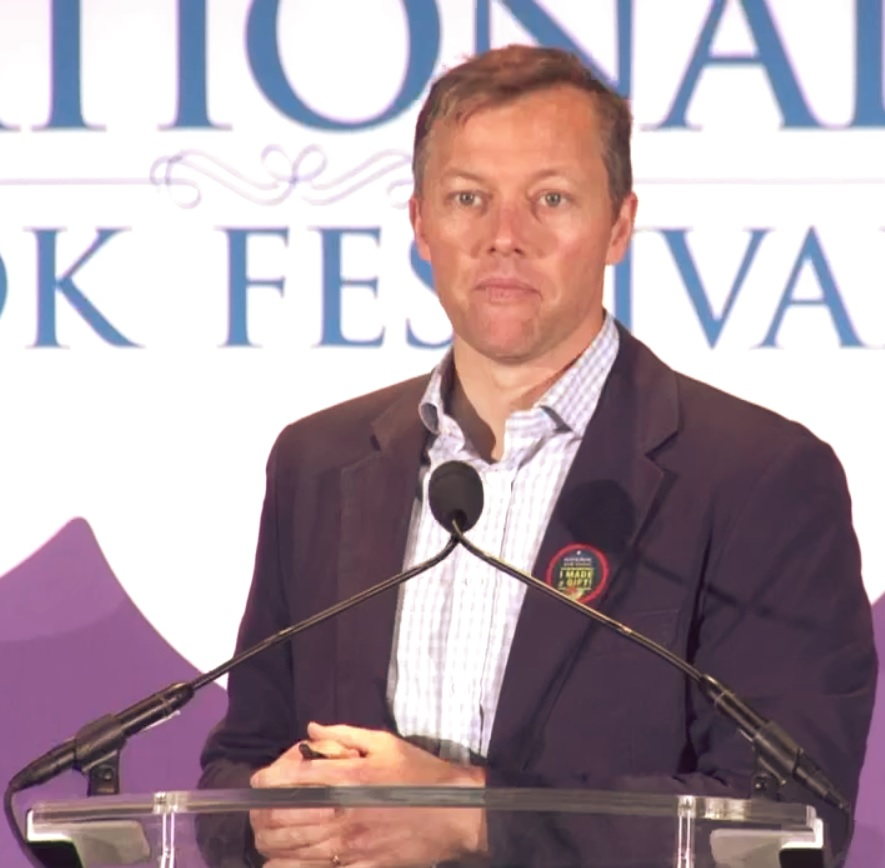
2017년의 매튜 데스몬드

매튜 데스몬드(Matthew Desmond)는 미국의 사회학자로 프린스턴 대학교의 사회학 교수로 재직 중이다. 데스몬드는 2022년 미국철학협회 회원으로 선출되었다.

## 교육
데스몬드는 애리조나 주립 대학교를 다니면서 템피에 소재한 해비타트 운동에서 자원봉사자로 근무했다. 2002년에 애리조나 주립 대학교에서 커뮤니케이션과 사법 연구에서 최우등으로 졸업했다. 위스콘신 대학교 매디슨에서 사회학 박사학위를 받았다. 하버드 대학교의 사회과학 부교수로 재직했다.

## 수상
데스몬드는 2006년 하비 펠로우십과 2015년 맥아더 펠로우십을 수상했다. 그는 빈곤을 다룬 그의 저서 《쫓겨난 사람들》로 2017년 퓰리처상 일반 논픽션 부문, PEN 존 케네스 갤브레이스 상과 전미 도서 비평가 협회상을 수상했다. 2017년 퓰리처상은 그의 저작을 "2008년 경제 위기 이후에 발생한 대량 퇴거가 어떻게 결과가 아니라 빈곤의 원인인지를 보여주는 깊이있는 폭로"라고 평가했다.